# 関千枝子
関千枝子（せき ちえこ、1932年3月28日 - 2021年2月21日）は、日本のノンフィクション作家。

## 人物・来歴
大阪市出身。旧姓：富永。1944年、父の転勤で大阪から広島市に移住し、旧制広島県立第二高等女学校（現・広島県立広島皆実高等学校の前身の一つ）に入学。そして1945年、自身が2年生のときに広島で被爆。このとき、第二高等女学校では爆心地に程近い雑魚場町（現・中区国泰寺町）での建物疎開作業に動員されており、引率した教師、そして同級生含めた約40人が被爆し亡くなったが、関自身は当日体調不良で欠席、宇品の自宅で病臥していたために被爆こそしたが、爆心地より遠かったため生き延びたという（当日、関含めた生徒でも6人が欠席したほか、建物疎開作業に動員された同級生で1人だけ奇跡的に助かった者がおり、彼女はその後24年生きた）。
戦後は学制改革で自身の通う第二高等女学校が廃止されて広島県立広南高等学校となるが、小規模校であったため学校のさらなる統廃合を受け、1949年、関は男女共学で再編された広島県立広島国泰寺高等学校に編入され、共学化第1期生のひとりとなり、自身は文芸部と新聞部に所属していた。国泰寺高校卒業後、自らは上京して早稲田大学文学部ロシア文学科に進学、卒業後は毎日新聞社に入社して記者として活動、当時としては数少ない女性記者だった。毎日新聞在職時に同僚と結婚。1967年に、夫のアメリカ支局転属により毎日新聞を退職、自らも3人の子とともに渡米し、現地の日本語補習学校に図書室を作る活動を行い、1974年に帰国、帰国後は国内の図書館作り運動の活動に取り組んでいる。
関自身、生涯を通じて「自分だけが生き残った」罪悪感や「罪のない子らの命が理不尽に奪われた」ことへの怒りが自らの活動の原点だった。生き延びた自らの使命として母校・広島県立第二高等女学校の被爆死した教師・同級生の遺族らに取材し、在りし日の同級生を記した自らの代表作となる著書・『広島第二県女二年西組 原爆で死んだ級友たち』で1985年日本エッセイスト・クラブ賞を受賞する。この活動のほか、全国婦人新聞社女性ニュース編集長を務めた。また日本ジャーナリスト会議奨励賞も受賞している。
最晩年まで、反戦・反原爆のための活動を続けた。2021年2月21日、出血性胃潰瘍により死去。88歳没。

## 著書
- 『広島第二県女二年西組 原爆で死んだ級友たち』筑摩書房, 1985.2　のち文庫
- 『図書館の誕生 ドキュメント日野市立図書館の20年』日本図書館協会, 1986.4
- 『この国は恐ろしい国 もう一つの老後』人間選書 農山漁村文化協会, 1988.10
- 『長い坂 現代女人列伝』影書房, 1989.7
- 『ヒロシマ花物語』汐文社, 1990.7
- 『若葉出づる頃 新制高校の誕生』西田書店, 2000.6
- 『ルポ母子家庭 「母」の老後、「子」のこれから』岩波書店, 2009.11
- 『ヒロシマの少年少女たち 原爆、靖国、朝鮮半島出身者』彩流社, 2015.8

### 共著
- 『広島・長崎から 戦後民主主義を生きる 往復書簡』狩野美智子共著. 彩流社, 2012.10
- 『関千枝子中山士朗ヒロシマ往復書簡』全3集 中山士朗共著. 西田書店, 2015-17
- 『ヒロシマ対話随想 2016-2018』中山士朗共著. 西田書店, 2019.5